# Astilpnus reflexicollis
Astilpnus reflexicollis es una especie de coleóptero de la familia Silvanidae.

## Distribución geográfica
Habita en Egipto.